# Pius Fischer
Pius Fischer né le 23 décembre 1948 à Augsbourg, est un ancien diplomate allemand qui a été ambassadeur en Guinée et en Sierra Leone de 1996 à 2001, au Cambodge de 2004 à 2007, en Mongolie de 2007 à 2011 et plus récemment au Monténégro de 2011 à 2014.

## Biographie et diplomatie
Après des études de mathématiques et d'informatique à l'Université technique de Munich, qu'il a complétées par un diplôme en mathématiques, il a étudié l'économie à l'Université technique de Munich, obtenant un diplôme en mathématiques commerciales.
Après être entré dans le service extérieur supérieur en 1977, des postes à l'ambassade d'Allemagne en Inde, au ministère des Affaires étrangères et à la représentation auprès du Saint-Siège (Vatican) ont suivi.
De 1988 à 1992, Pius Fischer a travaillé au Consul général d'Allemagne à Los Angeles. Il est ensuite devenu chef du département de la planification informatique au ministère fédéral des Affaires étrangères. De 1996 à 2001, il a été ambassadeur de la République fédérale d'Allemagne en Guinée et, à ce titre, il a également été accrédité comme ambassadeur en Sierra Leone.
De 2001 à juillet 2004, Pius Fischer a été chef du Département du budget et du personnel des  Nations Unies au ministère fédéral des Affaires étrangères et de 2004 à 2007 ambassadeur au Cambodge. De 2007 à 2011, Fischer a été ambassadeur en Mongolie.
Plus récemment, il a été ambassadeur d'Allemagne au Monténégro de 2011 à 2014. Après sa retraite ultérieure, l'ancien ambassadeur en Macédoine du Nord, Gudrun Steinacker, lui a succédé comme ambassadeur au Monténégro.

## Décorations
- Chevalier de l'ordre de Saint-Grégoire-le-Grand (1988)[1].